# Wilhelm Myszkowski
Wilhelm Szymon Myszkowski (ur. 18 lutego 1886 w Myszkowicach, zm. 23 lutego 1941 w Auschwitz-Birkenau) – polski działacz niepodległościowy i polityczny, szef struktur Bezpartyjnego Bloku Współpracy z Rządem w Żyrardowie, przewodniczący rady miejskiej Żyrardowa (1930–1934).

## Życiorys
Urodził się w Myszkowicach. Ukończył szkołę podstawową i średnią w Będzinie, gdzie włączył się także w polski ruch niepodległościowy. W 1904 został członkiem Narodowego Związku Robotniczego. Brał udział w strajkach szkolnych przeciwko likwidacji nauczania w języku polskim. Po wybuchu I wojny światowej wstąpił do Polskiej Organizacji Wojskowej oraz Legionów Polskich Józefa Piłsudskiego. Na początku okresu II Rzeczypospolitej osiadł w Żyrardowie. Był właścicielem żyrardowskich kin: „Bioskop”, „Terra” i „Słońce”. Stał na czele miejskich struktur Narodowego Związku Robotniczego i Narodowej Partii Robotniczej. Od 1924 zasiadał w radzie miejskiej. Po zamachu majowym włączył się w działalność w Bezpartyjnym Bloku Współpracy z Rządem, został prezesem jego oddziału w Żyrardowie. W latach 1930–1934 sprawował funkcję przewodniczącego rady miejskiej. Po opuszczeniu funkcji samorządowej działacz Stowarzyszenia Kilijańczyków i Enzeterowców.
Aresztowany przez Niemców jesienią 1940, przewieziony na Pawiak, zaś w styczniu 1941 do obozu Auschwitz-Birkenau, gdzie zmarł w następnym miesiącu.
Odznaczony m.in. Srebrnym Krzyżem Zasługi, Krzyżem Legionowym oraz Krzyżem Polskiej Organizacji Wojskowej, a także srebrną odznaką Komitetu Walki o Szkołę Polską za walkę o szkołę polską w okresie rusyfikacji kraju.
Żonaty z Jadwigą Krastyn, córką najbogatszego obywatela Żyrardowa, właścicielką domu Krastynki. Mieli dwie córki i syna.